# Тивин Ланистер
Тивин Ланистер (енгл. Tywin Lannister) је измишљени лик из серије епско-фантастичних романа Песма леда и ватре америчког аутора Џорџа Р. Р. Мартина и њене телевизијске адаптације Игра престола. Представљен је у роману Игра престола (1996), а затим се појавио у романима Судар краљева (1998) и Олуја мачева (2000). У HBO-овој ТВ серији тумачио га је британски глумац Чарлс Денс, чија је изведба наишла на похвале критичара.
Тивин је немилосрдни патријарх куће Ланистер из Ливачке стене и отац Серсеи, Џејмија и Тириона. Он је заштитник Запада и врховни господар Западних земаља и двапут је био краљева десница, што га чини једном од најмоћнијих политичких фигура у историји Вестероса. Тивинова окрутност према најмлађем сину Тириону, ког је презирао од његовог детињства, зато што је патуљак и убио своју мајку на порођају, примарни је утицај на Тирионову причу и у романима и у ТВ серији. Едвард I Плантагенет је послужио као инспирација за Тивина.